# Guillotine (Spiel)
Guillotine ist ein Kartenspiel, das erstmals 1998 bei Wizards of the Coast erschienen ist. 2002 erschien eine deutsche Version bei Amigo.
Das Spielset besteht aus einer Guillotine, 50 Adelskarten und 60 Aktionskarten. Das Spiel ist empfohlen für 2 bis 5 Spieler ab 12 Jahren.
Ziel des Spiels ist es, möglichst viele Adlige während der französischen Revolution zu köpfen. Jede Adelskarte gibt unterschiedliche Plus- oder Minuspunkte. Am Ende werden die Punkte summiert und der Spieler mit den meisten Punkten gewinnt das Spiel. Ein Spiel besteht aus drei Tagen (Runden).
Zu Beginn des Spiels werden die Adels- und Aktionskarten getrennt gemischt. Jeder Mitspieler erhält fünf Aktionskarten verdeckt auf die Hand und zwölf Adelskarten werden offen auf dem Tisch aufgedeckt. Ein Spieler legt den Anfang der Reihe durch das Aufstellen der Guillotine fest. Der Spieler mit dem längsten Hals beginnt den ersten Tag und entscheidet sich, ob er eine Aktionskarte ausspielt oder sofort einen Adligen köpft. Da der Spieler den Adligen direkt vor der Guillotine köpfen muss, kann er mit einer Aktionskarte die Reihenfolge der Adligen verändern, um zu verhindern, dass er Minuspunkte ziehen muss. Mit bestimmten Aktionskarten, die er vor sich ablegt, kann er seinen Punktestand am Spielende erhöhen oder durch Karten, die er vor den Mitspielern ablegt, deren Punktestand verringern. Außerdem können durch Aktionskarten die Adligen von anderen Mitspielern wieder genommen werden, neue Adlige in die Reihe gebracht, ein anderer Mitspieler bei seinem Zug behindert werden oder Aktionskarten von den Mitspielern erhalten werden.
Nachdem er entweder eine Aktionskarte ausgespielt oder darauf verzichtet hat, köpft er den vordersten Adligen. Einige Adlige ziehen bestimmte Aktionen nach sich. So kann es z. B. passieren, dass der nächste Adlige in der Reihe auch geköpft werden muss, zusätzliche Aktionskarten erhalten werden oder der nächste Spieler in seinen Entscheidungsmöglichkeiten beeinflusst wird. Alle Adligen, die ein Spieler köpft, legt er auf seinen Stapel. Nach ihnen richtet sich sein Punktestand am Spielende. Zum Abschluss zieht er eine neue Aktionskarte – auch wenn er keine Aktionskarte ausgespielt hat – und der nächste Spieler ist an der Reihe.
Sobald alle ausliegenden Adligen geköpft wurden oder der Tag vorzeitig durch eine Aktionskarte bzw. das Köpfen von Robespierre beendet wurde, werden zwölf neue Adlige vor der Guillotine ausgelegt und der nächste Tag beginnt. Alle Spieler behalten ihre eigenen Aktions- und Adelskarten.
Sobald der dritte Tag beendet wurde, ist auch das Spiel beendet. Die Spieler haben dann nur noch die Möglichkeit, Aktionskarten vor sich abzulegen, die weitere Punkte bringen. Die Spieler zählen ihre Punkte und der Mitspieler mit den meisten Punkten gewinnt das Spiel. Die Punkte ergeben sich entweder direkt aus den auf den Karten aufgedruckten Punkten oder durch die Kombination mit anderen Adels- bzw. Aktionskarten.